# Red espacial
Una red espacial (a veces también llamada grafos geométricos) es un grafo en el cual los vértices o aristas (teoría de grafos) son elementos espaciales asociados con geométrico objetos, por ejemplo, los nodos están localizados en un espacio equipado con una cierta métrica. El grafo matemático más simple es celosía o un grafo geométrico aleatorio, donde los nodos están distribuidos de modo uniforme de manera aleatoria, sobre un plano bidimensional; un par de nodos están conectados si la distancia Euclidiana es menor que un radio de vecindad dado. Redes de movilidad y transporte, Internet, redes de teléfonos celulares, el tendido eléctrico, redes sociales y de contactos y redes neuronales son todos ejemplos en los que el espacio subyacente es relevante y donde la topología del grafo sola no contiene toda la información. Caracterizar y comprender la estructura, resiliencia y la evolución de las redes espacialess es crucial para una multiplicidad de campos que van desde el urbanismo hasta la epidemiología.

## Ejemplos
Una red espacial urbana puede ser construida a partir de abstraer intersecciones (nodos) y calles (vértices), algo que usualmente es referido como red de transporte. El tráfico de Beijing fue estudiado como una red dinámica y sus propiedades de filtro han resultado útiles para identificar cuellos de botella sistemáticos.
Uno podría pensar en un 'mapa espacial' la imagen negativa de un mapa estándar, con el espacio abierto recortado del fondo de edificios o paredes.

## Caracterizando las redes espaciales
Los siguientes aspectos son algunos de los más característicos para examinar en una red espacial:
- Redes planas

En muchas aplicaciones, como vías, caminos, y otras redes de transporte, se asume que la red es plana. Las redes planas constituyen un grupo importante dentro de las redes espaciales, pero no todas las redes espaciales son planas. De hecho, las líneas aéreas de pasajeros son un ejemplo no-plano: Todos los aeropuertos en el mundo están conectados a través de vuelos directos.
- El modo en que se insertan en el espacio

Hay muchos ejemplos de redes que parecen no estar "directamente" insertas en el espacio. Las redes sociales, por ejemplo, conectan individuos a través de relaciones de amistad. Pero en este caso, el espacio interviene en el hecho de que la conexión probable entre dos individuos usualmente decrece con la distancia entre ellos.
- Teselaciones de Voronoi

Una red espacial puede ser representada por un diagrama de Voronoi, que es un modo de dividir el espacio en un número de regiones. El gráfico binario para un diagrama de Voronoi corresponde a la triangulación de Delaunay para el mismo conjunto de puntos.
Las teselaciones de Voronoi son interesantes para las redes espaciales porque proveen un modelo de representación natural con el cual uno puede comparar una red espacial del mundo real.
- Combinando espacio y topología

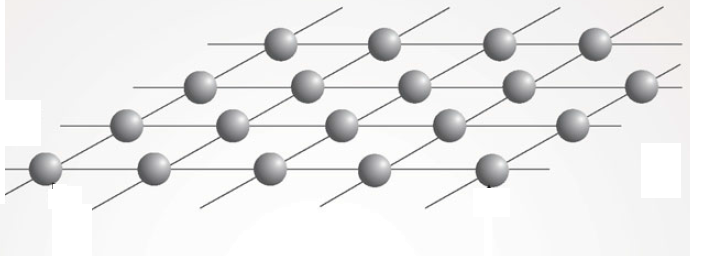
Fig. 1. Red de celosía en dos dimensiones: Las esferas son los nodos y las aristas se caracterizan por conectar nodos vecinos.

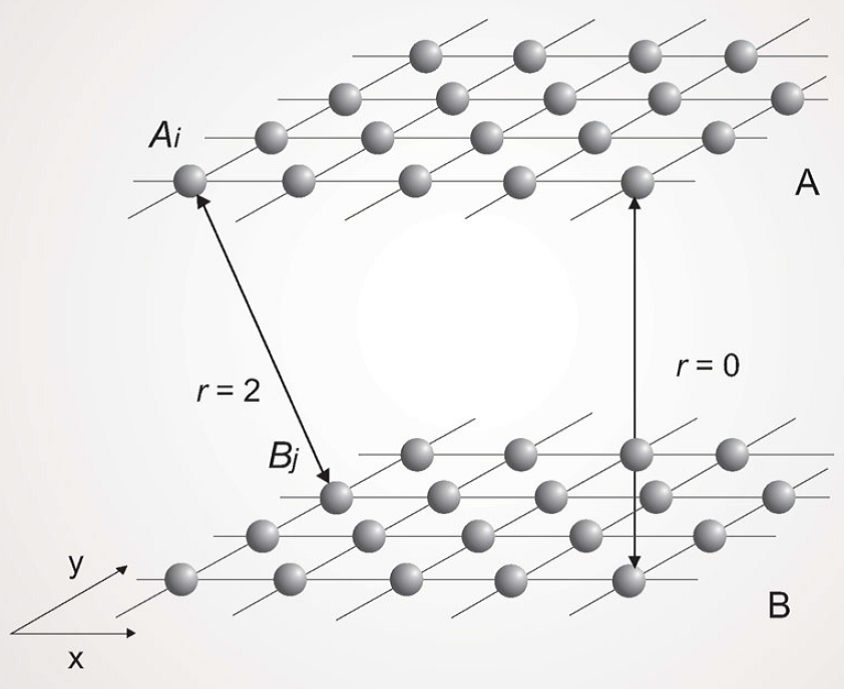
Fig. 2. Redes espacialmente interdependientes. Dos celosías cuadradas A y B, donde cada celosía es un nodo, tiene dos tipos de aristas: aristas de conectividad y aristas de dependencia. Cada nodo está conectado (con aristas de conectividad) con los cuatro nodos vecinos más cercanos en la misma celosía via aristas de conectividad y una fracción de los nodos en cada red tiene aristas de dependencia con la otra red. Si un nodo falla en una red, su nodo dependiente en la otra red fallará también, incluso si está aún conectado a su red via aristas de conectividad.

Examinando la topología de nodos y aristas es otro modo de caracterizar redes. La distribución de grado de los nodos es a menudo considerada, respecto de la estructura de las aristas, es útil encontrar el mínimo árbol abarcable, o su generalización, el árbol de Steiner y el grafo de vecindad relativa.

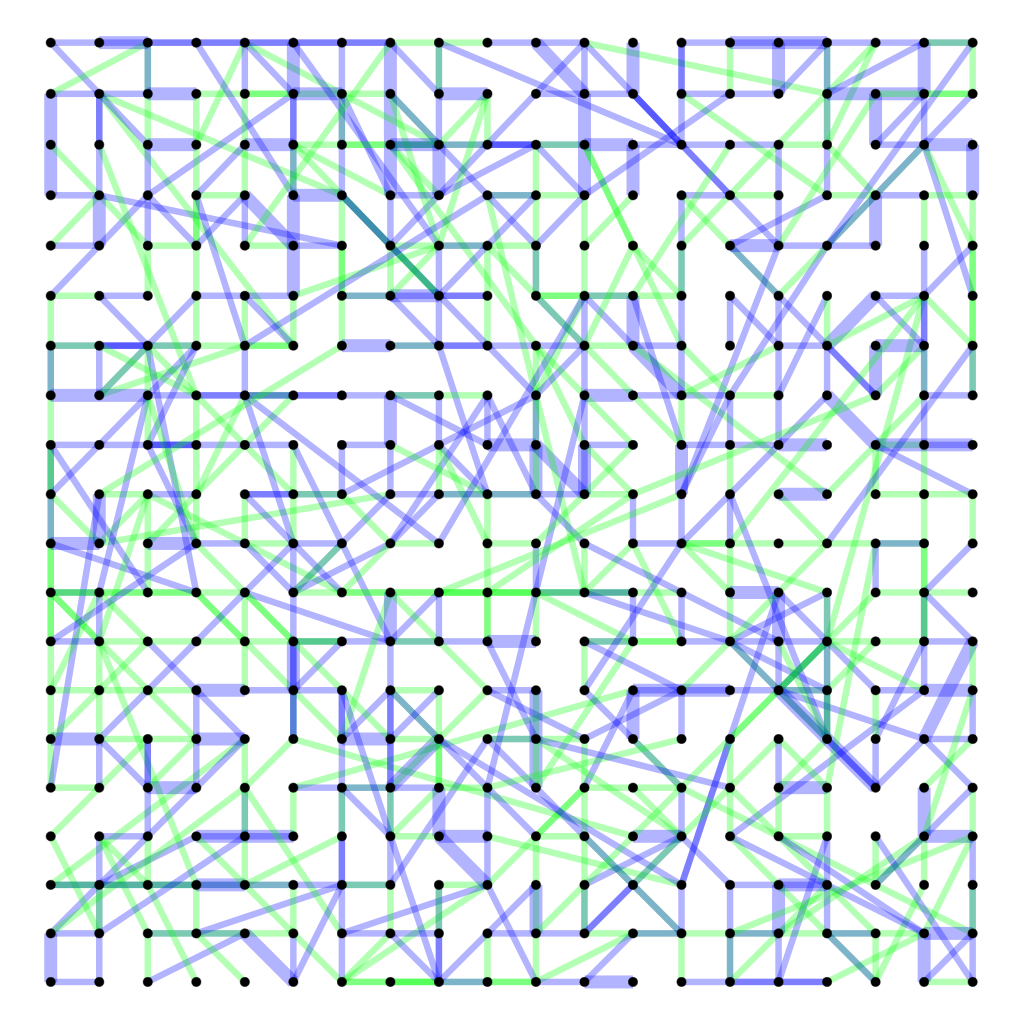
Fig. 3: Redes múltiples espacialmente situadas. Los nodos ocupan ubicaciones regulares en una celosía de dos dimensiones,mientras que las aristas en cada capa (azul y verde) tienen longitudes que son exponencialmente distribuidas con longitud característica
ζ = 3 y se encuentran conectadas aleatoriamente con grado k=4.

## Redes de celosía
Las redes de celosía (ver Fig. 1) son modelos útiles para representar redes espaciales. Muchos fenómenos físicos han sido estudiados a partir de estas estructuras. Los ejemplos incluyen modelos de laminado para magnetización espontánea, fenómenos de difusión modelados como caminatas aleatorias
y filtrados. Para modelar las resiliencia de infraestructuras interdependientes espacialmente situadas, recientemente se introdujo y analizó un modelo de redes de celosía interdependiente (see Fig. 2)
. Un modelo espacial múltiple fue introducido por Danziger et al y fue luego analizado por Vaknin et al. Ver Fig. 3.

## Probabilidades y redes espaciales
En el mundo “real” muchos aspectos de las redes son no determinísticos - la aleatoriedad juega un rol importante. Por ejemplo, los nuevos vínculos, representando amistad, son en las redes sociales de un cierto modo aleatorios. Modelar redes espaciales en relación con operaciones estocásticas tiene mucho sentido. En muchos casos, el proceso espacial de Poisson es usado para aproximar conjuntos de datos de procesos en redes espaciales. Otros aspectos estocásticos de interés son:
- El proceso espacial de Poisson
- Geometría estocástica: el grafo Erdős–Rényi
- Teoría de la percolación

## Un acercamiento desde la teoría de la sintaxis del espacio
Otra definición de red espacial deriva de la teoría de la sintaxis espacial. Puede resultar notoriamente difícil decidir qué elemento espacial debería ir en espacios complejos que involucran grandes áreas abiertas o muchos senderos interconectados. Los creadores de la sintaxis espacial, Bill Hillier and Julienne Hanson usan la línea axial y el espacio convexo como elementos espaciales. Grosso modo, una línea axial es ”la línea más larga de vista y acceso”' a través del espacio abierto, y un espacio convexo es el “polígono convexo máximo” que puede ser dibujado en espacio abierto. Cada uno de estos elementos es definido por la geometría de un límite local en diferentes regiones del mapa espacial. La descomposición del mapa espacial en un conjunto completo de líneas axiales que se intersectan o espacios convexos que se solapan produce el mapa axial o mapa convexo solapado. Las definiciones algorítmicas de estos mapas existen, lo que permite mapear desde un espacio arbitrariamente modelado hasta una red dispuesta en grafos matemáticos para poder ser realizada en términos relativamente bien definidos. Los mapas axiales son usados para analizar redes urbanas, en las que el sistema generalmente comprende segmentos lineares, mientras que los mapas convexos son más a menudo usados para analizar planos de construcción donde los patrones espaciales están a menudo articulados de manera convexa, sin embargo ambos, mapas axiales y convexos, pueden ser usados en cualquiera de los dos casos.
Actualmente, existe una fracción dentro de la comunidad dedicada a la sintaxis el espacio que busca integrarse mejor ocn sistemas de información geográficos (SIG), y mucho del software produce interlinks con comercialmente disponibles sistemas SIG.

## Historia
Mientras redes y grafos fueron ya por largo tiempo tema de muchos estudios en matemática, física, sociología matemática,
ciencias de la computación, las redes espaciales fueron intensivamente estudiadas durante la década de 1970s por la geografía cuantitativa. Objetos de estudio de la geografía son, entre otros, las ubicaciones, actividades y flujos de individuos, pero también redes que involucran tiempo y espacio. La mayor parte de los problemas importantes, como la ubicación de los nodos en una red, la evolución de las redes de transporte y su interacción con la población y la densidad de actividad son abordados en estos estudios tempranos. Por otro lado, muchos puntos importantes permanecen aún poco claros, en parte porque no existían conjuntos de datos de redes grandes ni capacidades suficientes en las computadoras.
Recientemente, las redes espaciales han sido objeto de estudios en Estadística, para conectar probabilidades y procesos estocásticos con redes del mundo real.